# Иванисовка (Пензенская область)
Иванисовка — село в Городищенском районе Пензенской области России. Входит в состав Нижнеелюзанского сельсовета.

## География
Село находится в восточной части Пензенской области, в лесостепной зоне, на левом берегу реки Кадады, к востоку от автодороги 58К-66, на расстоянии примерно 36 километров (по прямой) к юго-востоку от города Городище, административного центра района. Абсолютная высота — 190 метров над уровнем моря.
Климат
Климат характеризуется как континентальный, с холодной зимой и жарким летом. Среднегодовая температура — 3,1 °C. Средняя температура воздуха самого холодного месяца (января) составляет −12,9 °C; самого тёплого месяца (июля) — 19 °C. Годовое количество атмосферных осадков — 673 мм, из которых 415 мм выпадает в период с апреля по октябрь. Снежный покров держится в среднем 146 дней.

## Население
| 1748 | 1859 | 1911 | 1926  | 1930  | 1939 | 1959 |
| ---- | ---- | ---- | ----- | ----- | ---- | ---- |
| 264  | ↗503 | ↗827 | ↗1099 | ↗1216 | ↘859 | ↘528 |
| 1979 | 1989 | 1996 | 2002  | 2010  |      |      |
| ↘237 | ↘206 | ↗220 | ↘184  | ↘178  |      |      |

Половой состав
По данным Всероссийской переписи населения 2010 года в гендерной структуре населения мужчины составляли 45,5 %, женщины — соответственно 54,5 %.
Национальный состав
Согласно результатам переписи 2002 года, в национальной структуре населения русские составляли 73 % из 184 чел., татары — 27 %.